# Vaqueros de Agua Prieta
Para el equipo de baloncesto, véase Vaqueros de Agua Prieta (baloncesto).
Los Vaqueros de Agua Prieta fue un equipo de béisbol que participó en la Liga Norte de Sonora con sede en Agua Prieta, Sonora, México.

## Historia

### Inicios
Los Vaqueros de Agua Prieta fue un equipo sucursal de los equipos de la Liga Mexicana de Béisbol Saraperos de Saltillo y Pericos de Puebla. Obtuvieron el campeonato de la Liga Norte de Sonora en 2006, 2007 y 2012, mientras que en la Liga Norte de México en 2008.

### Actualidad
Participa a partir de la Temporada 2012 en la Liga Norte de Sonora, en donde se coronó como campeón al derrotar en 7 partidos a los Rojos de Caborca, logrando su 4.º campeonato en la liga.

## Jugadores

### Roster actual
Por definir.

### Jugadores destacados
Jorge Delgado